# Cimitero ebraico di Pitigliano
Il cimitero ebraico è uno spazio cimiteriale ubicato a Pitigliano (provincia di Grosseto), su un piccolo pianoro tufaceo che si eleva ai piedi sud-orientali della più elevata rupe sulla quale sorge il centro storico cittadino. La sua posizione domina uno dei tornanti della strada statale 74 Maremmana che immettono nel centro abitato provenendo da Manciano.
Il cimitero fu costruito nel corso della seconda metà del Cinquecento come luogo di sepoltura per gli appartenenti alla comunità ebraica di Pitigliano, da sempre piuttosto numerosa e ben integrata nel tessuto sociale della cittadina dell'Area del Tufo.
La costruzione del cimitero fu voluta Niccolò IV Orsini, che inizialmente donò al suo medico la corrispondente area per poter costruire la tomba ove potesse essere sepolta la moglie di religione ebraica. In seguito, fu autorizzata la realizzazione di un vero e proprio spazio cimiteriale in questa sede, per poter dare all'intera comunità ebraica pitiglianese uno spazio in cui poter seppellire i propri cari.
L'origine del cimitero ebraico di Pitigliano gettò le basi per la costruzione della Sinagoga all'interno delle mura cittadine: il tempio venne infatti realizzato nel corso dell'ultimo decennio del XVI secolo.